# أندوني سيدرون
أندوني سيدرون (بالإسبانية: Andoni Cedrún)‏ هو لاعب كرة قدم إسباني في مركز حراسة المرمى، ولد في 5 يونيو 1960 في دورانغو في إسبانيا. شارك مع منتخب إسبانيا تحت 20 سنة لكرة القدم ومنتخب إسبانيا تحت 21 سنة لكرة القدم. أما مع النوادي، فقد لعب مع أتلتيك بيلباو ب وأتلتيك بيلباو وريال سرقسطة ولوغرونيس ونادي قادش.

## وصلات خارجية
- أندوني سيدرون على موقع الاتحاد الأوربي (الإنجليزية)
- أندوني سيدرون على موقع قاعدة بيانات كرة القدم.إي يو (الإنجليزية)
- أندوني سيدرون على موقع عالم كرة القدم.نت (الإنجليزية)